# بوزجانی‌نامه؛ زندگی و آثار ابوالوفا بوزجانی
بوزجانی‌نامه؛ زندگی و آثار ابوالوفا بوزجانی کتابی از ابوالقاسم قربانی و محمد علی شیخان است که در سال ۱۳۷۱ منتشر و در مراسم کتاب سال جمهوری اسلامی ایران به‌عنوان کتاب برگزیده معرفی شد.